# Salsa verde

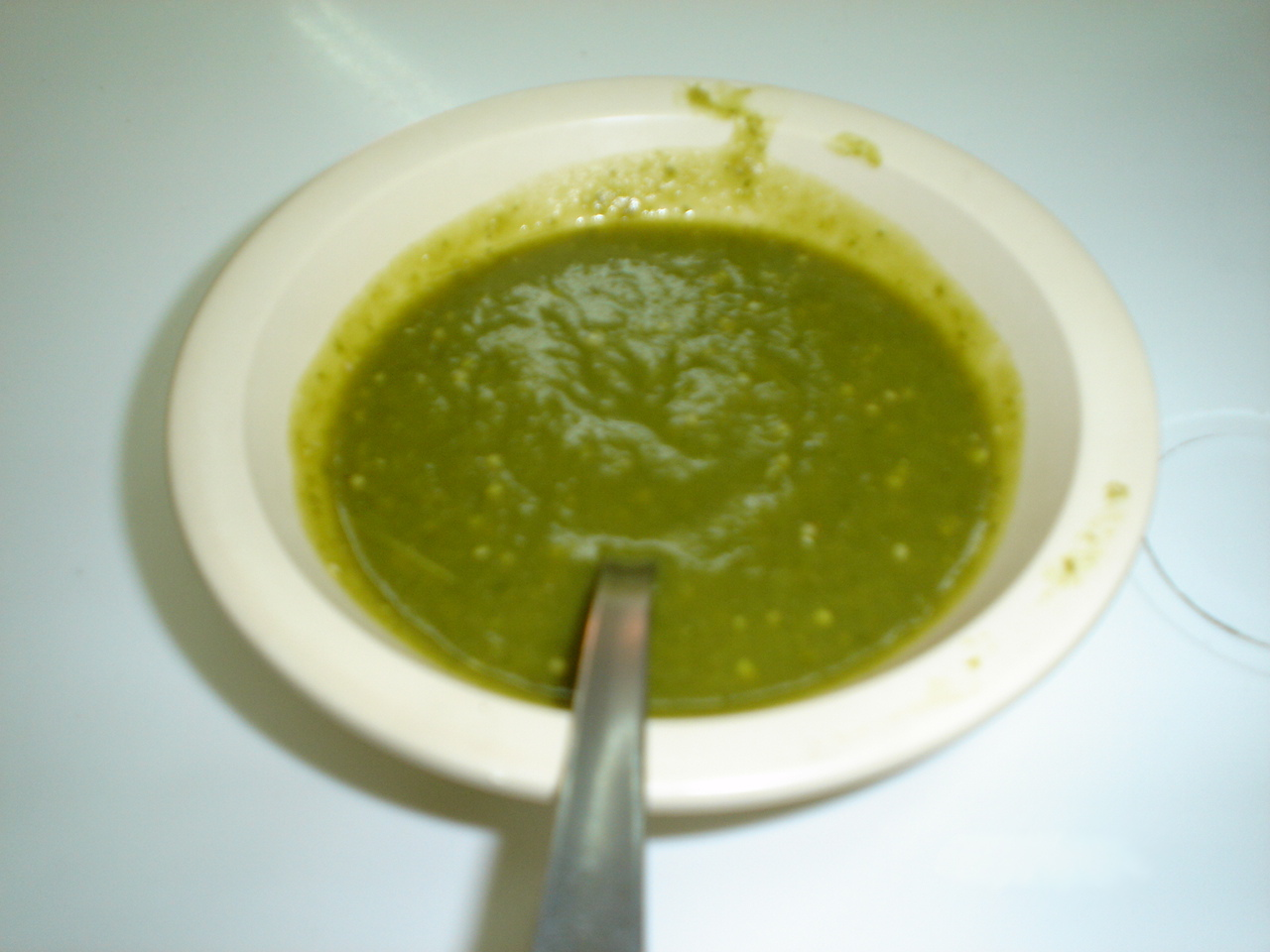
Bol de salsa verde classique des taquerías.

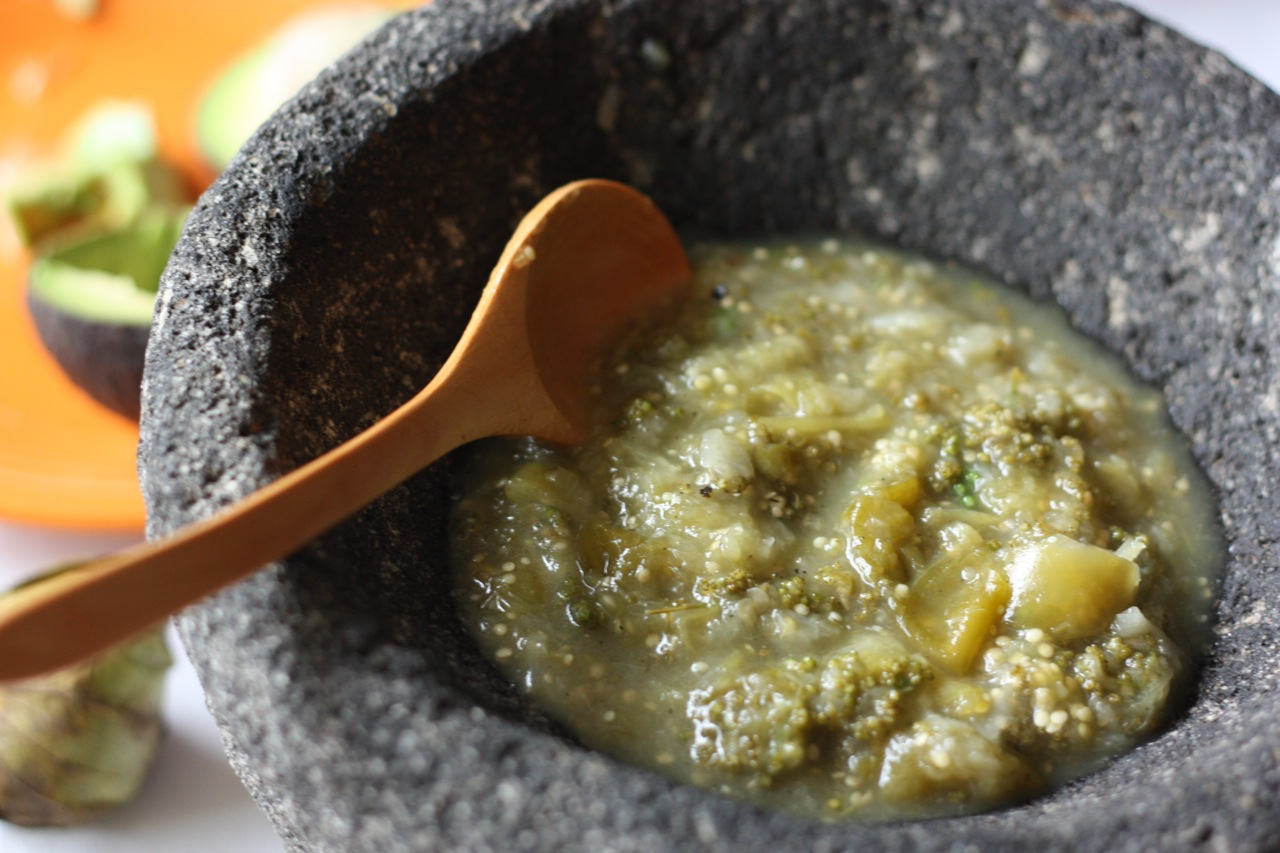
Salsa verde cuite, moulue dans un molcajete.

La salsa verde (« sauce verte », en espagnol) est une sauce traditionnelle de la cuisine mexicaine. Elle est composée de tomatilles ou de tomates vertes broyées avec de l'oignon, de l'ail, de la coriandre, du piment, du sel et du poivre. La version typique du Nouveau-Mexique se compose principalement de piments verts plutôt que de tomatilles.
Cette salsa verde existe dans les variantes suivantes : « salsa cocida » (sauce cuite), dans laquelle les ingrédients sont cuits puis moulus ; « salsa asada » (sauce grillée), dans laquelle les éléments sont grillés sur un comal puis moulus ; « salsa cruda »  (sauce crue), dans laquelle les ingrédients sont moulus crus, prêts à être consommés ; et une combinaison dans laquelle certains éléments sont grillés et d'autres cuits. Un molcajete ou un mixeur peut être utilisé pour le processus de broyage. Une fois la sauce préparée, on peut la faire cuire à nouveau dans une poêle avec un peu d'huile.
Elle est utilisée pour préparer la cuisine mexicaine traditionnelle, avec un léger niveau de piquant pour les enchiladas ou le chicharrón, ou plus épicée pour accompagner les antojitos comme les tacos ou les quesadillas.
La salsa verde mexicaine à base de tomatille remonte à l'époque de l'empire aztèque, comme l'a documenté le médecin espagnol Francisco Hernández, et se distingue des diverses sauces vertes médiévales européennes à base de persil.